# Raavana-1
Raavana-1 è stato il primo satellite dello Stato dello Sri Lanka. Il satellite, dalle dimensioni miniaturizzate (CubeSat), è stato lanciato sulla ISS nell'ambito della missione Cygnus NG-11 il 17 aprile 2019 e posizionato in orbita due mesi dopo.

## Sviluppo
Costruito in Giappone dal Kyushu Institute of Technology e avente un volume di circa 1000 centimetri cubici con una massa di circa 1 kg, il satellite venne sviluppato da Tharindu Dayarathna e Dulani Chamika Vithanage, studiosi della facoltà di ingegneria dell'Università Peradeniya e dell'Istituto Asiatico di Tecnologia.
Durante la sua permanenza nello spazio, Raavana-1 ha catturato immagini dello Sri Lanka e di altri paesi adiacenti. La durata di vita del satellite è stata di circa un anno e mezzo.

## Origine del nome
Al momento di dare il nome al satellite, Sanath Panaavanna, ingegnere e direttore generale del Center for New Technology - Arthur C. Clarke Institute dello Sri Lanka, insieme ai suoi due studenti di ingegneria propose un nome autentico che potesse rappresentare la cultura e la storia dello Stato. Inevitabilmente venne scelto il nome "Dadu Monara", cioè un dispositivo volante che appare nel primo folklore dello Sri Lanka ed è spesso accreditato dagli storici come il primo aereo mai creato. Tuttavia, a causa della complessità della parola e della difficoltà che la maggior parte dei non-nativi dello Stato avrebbe avuto nel pronunciare questa parola, venne chiamato come il re Raavana, che si dice abbia governato lo Sri Lanka al tempo in cui il Dadhu Monara fu costruito.

## Lancio
Il 18 febbraio il satellite venne consegnato alla Japan Aerospace Exploration Agency (JAXA), in seguito fu inviato alla Stazione Spaziale Internazionale il 17 aprile alle 2:16 che, più tardi, si occupò della sua messa in orbita. Il satellite venne lanciato con un razzo Antares dal Mid-Atlantic Regional Spaceport insieme al primo satellite del Nepal (NepaliSat-1) e ad un satellite Giapponese, Uguisu.

### Missione
Secondo il database Nanosats, le sue missioni erano:
- Fornire messaggi cifrati brevi nella banda 437MHz
- Raccogliere dati a distanza utilizzando impulsi lineari a frequenza controllata (LoRa)
- Misurare il campo magnetico terrestre

Il satellite orbitava a un'altitudine di 400 chilometri e mirava inoltre a scattare quindici immagini al giorno.